# Ловелл (округ Пенобскот, Мен)
Ловелл (англ. Lowell) — місто (англ. town) в США, в окрузі Пенобскот штату Мен. Населення — 358 осіб (2010).

## Демографія
Згідно з переписом 2010 року, у місті мешкало 358 осіб у 154 домогосподарствах у складі 117 родин. Було 315 помешкань
Расовий склад населення:
| - 97,2 % — білих - 0,8 % — азіатів |

До двох чи більше рас належало 1,7 %. Частка іспаномовних становила 0,3 % від усіх жителів.
За віковим діапазоном населення розподілялося таким чином: 14,8 % — особи молодші 18 років, 63,4 % — особи у віці 18—64 років, 21,8 % — особи у віці 65 років та старші. Медіана віку мешканця становила 51,5 року. На 100 осіб жіночої статі у місті припадало 105,7 чоловіків;  на 100 жінок у віці від 18 років та старших — 103,3 чоловіків також старших 18 років.
Середній дохід на одне домашнє господарство  становив 60 562 долари США (медіана — 51 250), а середній дохід на одну сім'ю — 72 402 долари (медіана — 59 250). Медіана доходів становила 49 500 доларів для чоловіків та 33 750 доларів для жінок. За межею бідності перебувало 17,3 % осіб, у тому числі 13,6 % дітей у віці до 18 років та 8,7 % осіб у віці 65 років та старших.
Цивільне працевлаштоване населення становило 118 осіб. Основні галузі зайнятості: освіта, охорона здоров'я та соціальна допомога — 36,4 %, роздрібна торгівля — 25,4 %, будівництво — 9,3 %, публічна адміністрація — 8,5 %.